# Frank Foster (hudebník)
Frank Foster (23. září 1928 Cincinnati, Ohio, USA – 26. července 2011 Chesapeake, Virginie, USA) byl americký jazzový saxofonista a hudební skladatel. V letech 1951–1953 služil v americké armádě a po návratu se stal členem orchestru Count Basieho. V letech 1970–1972 a v různých obdobích i později byl členem kapely Elvina Jonese a v letech 1972–1975 big bandu Mela Lewise a Thada Jonese. Vydal rovněž řadu alb pod svým jménem. V roce 2002 získal ocenění NEA Jazz Masters. Je dritelem dvou cen Grammy. Zemřel na selhání ledvin ve věku 82 let.